# Calytrix desolata
Calytrix desolata är en myrtenväxtart som beskrevs av Spencer Le Marchant Moore. Calytrix desolata ingår i släktet Calytrix och familjen myrtenväxter. Inga underarter finns listade i Catalogue of Life.